# Dinka
De Dinka vormen de grootste etnische groep in Zuid-Soedan. Ze behoren tot de Nilotische volkeren, en wonen in de moeraslanden van Bahr-al-Ghazal langs de gelijknamige rivier. Verder stroomafwaarts mondt deze uit in de Witte Nijl. Zij zijn voornamelijk afhankelijk van de agrarische sector. In de droge periode voeren ze hun kuddes naar de rivierbeddingen en in de regenperiode verbouwen ze gierst en andere granen op de akkers. Er wordt geschat dat er ongeveer 4,5 miljoen Dinka zijn, wat neerkomt op ongeveer 12% van het totale inwonersaantal van Soedan. 

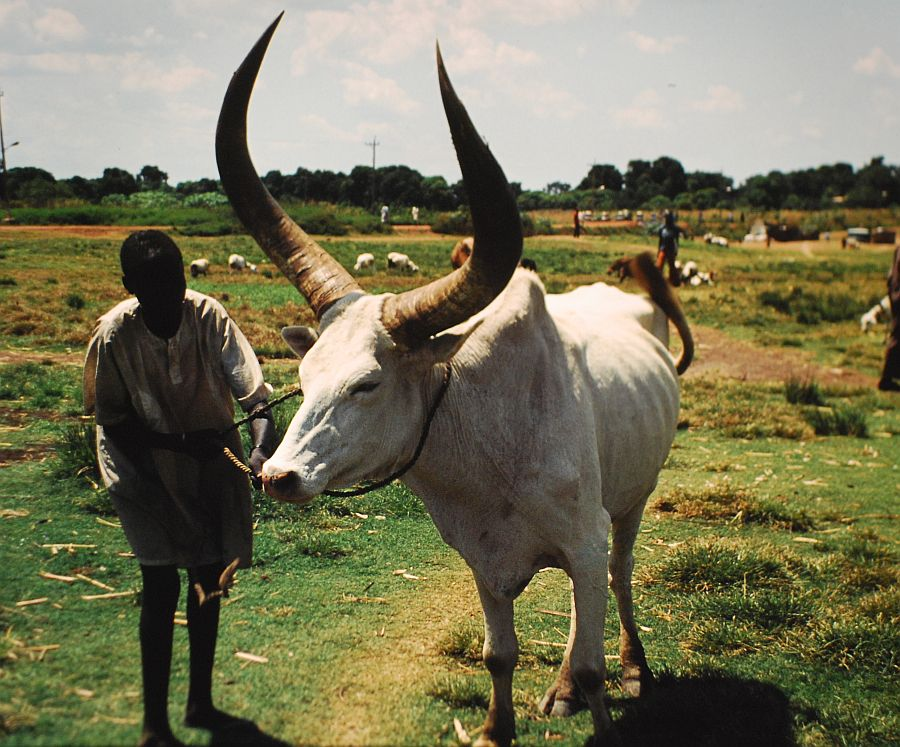
Dinkarund

De Dinka, of Muonjang (enkelvoud) en Mounyjieng (meervoud) zoals zij zichzelf noemen, zijn een van de Nijlvolkeren, die vooral bestaan uit niet-nomadische volkeren in Oost-Afrika, die voornamelijk leven van landarbeid en de Nilotische taal spreken, zoals Dinka. Het zijn negroïde Afrikanen, die zich duidelijk onderscheiden van de Arabisch- en Nubisch-sprekende etnische groepen, die het noorden van Soedan bevolken.
De Dinka staan ook bekend om hun lengte. De overlevering vertelt dat de Dinka vaak langer zijn dan 2 meter. Dit vindt echter geen wetenschappelijke onderbouwing. Volgens antropologisch onderzoek in 1995, blijkt dat de Dinka kinderen inbegrepen een gemiddelde lengte hebben van 1,76 meter.
De taal van de Dinka wordt zowel Dinka als thuongjang, wat de taal van de mensen betekent, genoemd. De taal is een Nilotische taal en wordt onderverdeeld in de Chari-Nijl tak van de Nijl-Sahara familie. De Dinka gebruiken het Latijns schrift uitgebreid met een paar karakters.

## Bekende Dinka
- Valentino Achak Deng
- Manute Bol - NBA-basketbalspeler, activist  (1962-2010)
- Luol Deng - NBA-basketbalspeler
- John Garang - ex-vicepresident (1945-2005)
- Salva Kiir Mayardit - eerste president van Zuid-Soedan (sinds 2011)
- Alek Wek - fotomodel